# Charlie Brown (Boxer)
Charlie Brown (* 16. April 1958 in Philadelphia, Pennsylvania, Vereinigte Staaten) ist ein ehemaliger US-amerikanischer Boxer im Leichtgewicht und Normalausleger. Am 30. Januar 1984 eroberte er mit einem Sieg durch geteilte Punktrichter-Entscheidung den vakanten Weltmeistertitel der International Boxing Federation.